# Marta Bakier
Marta Bakier, po mężu Bakier-Derda, (ur. 11 kwietnia 1980) – polska łyżwiarka szybka, specjalizująca się w short tracku, 12-krotna mistrzyni Polski, zawodniczka Juvenii Białystok.

## Kariera
Marta Bakier jest uznawana za jedną z pionierek short tracku w Polsce. W 1997 roku wystąpiła na mistrzostwach świata juniorek w amerykańskim Marquette (17. miejsce – 500 metrów, 19. miejsce – 1000 metrów, 16. miejsce – 1500 metrów, 22. miejsce – wielobój) oraz jako pierwsza polska zawodniczka na mistrzostwach Europy w Malmö (16. miejsce – 500 metrów, 16. miejsce – 1000 metrów, 13. miejsce – 1500 metrów, 18. miejsce – wielobój), natomiast na 1. mistrzostwach Polski rozgrywanych na Toropolu w Opolu, wygrała w wyścigu na 500 metrów oraz w sztafecie 3000 metrów w barwach Juvenii Białystok wraz z Anną Charkiewicz, Karoliną Futryn i Anną Piekarską.
Na mistrzostwach Polski 1998 rozgrywanych na tym samym obiekcie, wygrała w wyścigu na 1000 metrów, 1500 metrów, superfinale 3000 metrów, w wieloboju oraz w sztafecie 3000 metrów w barwach Juvenii Białystok wraz z Karoliną Futryn, Anną Charkiewicz i Anną Piekarską.
Na mistrzostwach Polski 1999 rozgrywanych na tym samym obiekcie, wygrała w wyścigu na 1000 metrów, superfinale 3000 metrów, w wieloboju oraz w sztafecie 3000 metrów w barwach Juvenii Białystok wraz z Agnieszką Motybel, Agnieszką Sadowską i K. Leszczyńską.
Ponadto 8-krotnie biła rekordy Polski (raz na 500 metrów, czterokrotnie na 1000 metrów, dwukrotnie na 1500 metrów, 1 raz na 3000 metrów).
Po zakończeniu kariery sportowej została sędzią łyżwiarskim.
W dniu 23 kwietnia 2022 roku podczas Walnego Zgromadzenia Sprawozdawczo-Wyborczego członków Polskiego Związku Łyżwiarstwa Szybkiego została wybrana na funkcję członka Zarządu Polskiego Związku Łyżwiarstwa Szybkiego na kadencję 2022-2026.